# Предраг Р. Јеленковић
Предраг Р. Јеленковић је српско-амерички универзитетски професор и електроинжењер.
Дипломирао је 1996. на Универзитету Колумбија у Њујорку са тезом The Effect of Multiple Time Scales and Subexponentiality on the Behavior of a Broadband Network Multiplexer.
Редовни је професор на Универзитету Колумбија, департман за електротехнику.

## Одабрани научни радови
- Algorithmic modeling of TES processes, P. R. Jelenkovic иB. Melamed, IEEE Transactions on Automatic Control, Vol. 40, pp. 1305 – 1312, 1995
- A Network Multiplexer with Multiple Time Scale иSubexponential Arrivals, P. R. Jelenkovic иA. A. Lazar, Stochastic Networks: Stability иRare Events, Lecture Notes in Statistics, Springer-Verlag, (editors: P. Glasserman, K. Sigman иD. D.Yao), Vol. 117, pp. 215–235, 1996
- The Effect of Multiple Time Scales иSubexponentiality of MPEG Video Streams on Queueing Behavior, P. R. Jelenkovic, A. A. Lazar иN. Semret, IEEE Journal on Selected Areas in Communications, Special Issue on Video Modeling , 15  (6):  1052–1071, 1997
- Subexponential Asymptotics of a Markov-Modulated Random Walk with Queueing Applications, P. R. Jelenkovic иA. A. Lazar, Journal of Applied Probability. 35 (2): 325—347. Недостаје или је празан параметар |title= (помоћ), 1998,
- Dynamic Bandwidth Allocation Algorithms for High-Speed Data Wireless Networks, M. Andrews, S. Borst, F. Dominique, P.R. Jelenkovic, K. Kumaran, K.G. Ramakrishnan, P. Whiting, Bell Labs Technical Journal. 3 (3): 30—49. Недостаје или је празан параметар |title= (помоћ), 1998
- Scaling regimes of growth networks, P. R. Jelenkovic иLazar Momcilovic, 2022.